# Reliefkarte

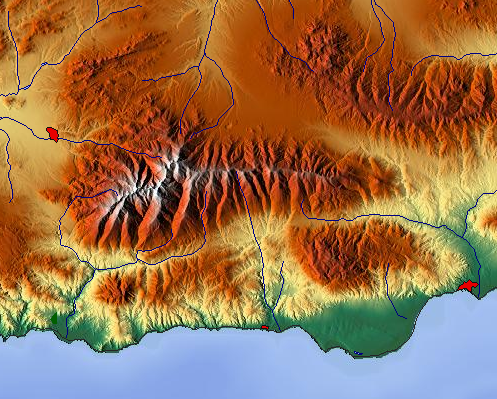
Reliefkarte der Sierra Nevada

Eine Reliefkarte ist eine topografische Karte, die das Relief, also die dreidimensionale Gestalt der Erdoberfläche, in einer zweidimensionalen Darstellung wiedergibt. Bei dieser Art der Kartengestaltung soll eine plastisch wirkende Anschaulichkeit erreicht werden.
In der Geschichte der Kartografie wurde das Problem der Höhendarstellung mit verschiedenen Methoden zu lösen versucht. Bei frühen Karten wie beispielsweise der Tabula Peutingeriana nahm man, um Erhebungen darzustellen, haufenartige Signaturen zu Hilfe. Erst mit den Fortschritten in Geometrie und Kartografie der frühen Neuzeit entwickelte sich auch die Höhendarstellung weiter – unter anderem mit der Schattenplastik. Die noch nicht oder nur unzureichend vermessenen Höhenverhältnisse suchte man zeichnerisch durch annähernde Schattengebung abzubilden. Im 19. Jahrhundert wurden vor allem Schraffen zur anschaulicheren Geländedarstellung verwendet. In den Schulatlanten wurde ab Ende des 19. Jahrhunderts die physische Karte mit Regionalfarben eingeführt.
In den klassischen Landkarten der Kartografie erfolgt die Geländedarstellung dagegen in Höhenlinien, seit Anfang des 20. Jahrhunderts meist ergänzt um eine Schummerung zur Andeutung der relativen Höhenunterschiede. Höhenlinien allein vermitteln dem ungeschulten Betrachter nur wenig die Plastizität der dargestellten Oberflächen. Auf der anderen Seite können Reliefdarstellungen auf Karten zu Vorstellungen führen, die stark vom Gegenstand abweichen.

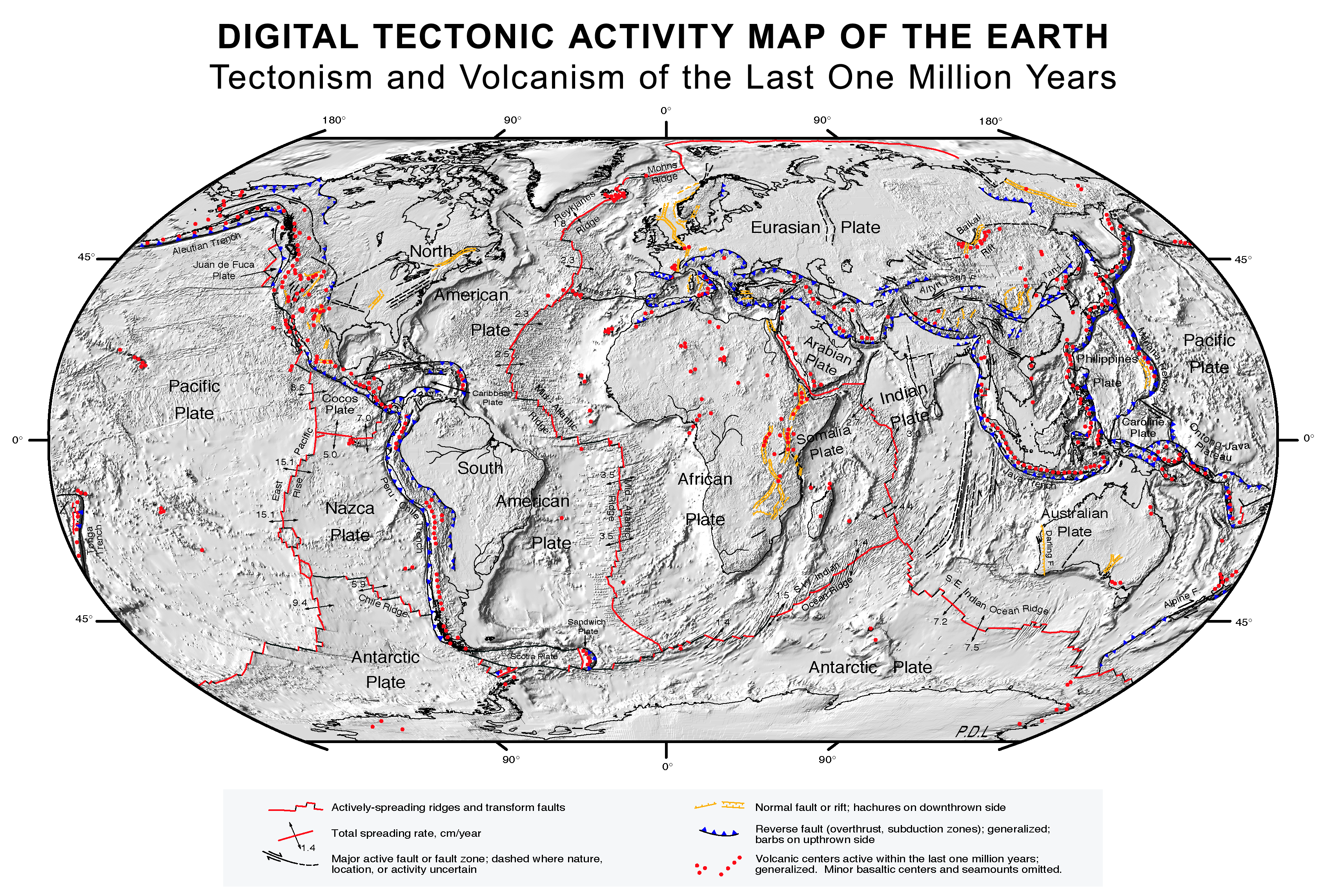
Plattentektonische Reliefkarte der Erde

Die Bezeichnung Reliefkarte wird im Schulwesen für das Relief betreffende Schulkarten unterschiedlicher Formen und Typen verwandt:
1. Allgemein-geographische Karten und andere topographische Grundkarten mit betonter und sehr plastisch wirkender Reliefdarstellung (z. B. Haack-Peuckert-Manier, Wenschow-Karten, Schweizer Manier).
2. Thematische Karten zum Relief (z. B. Relieftypenkarten – etwa das Makrorelief der Erde –, Höhenschichtenkarten, morphografische Karten).
3. Kartografische Reliefs (Hochreliefkarten): In dieser kartenverwandten Darstellung wird die Höhenstruktur eines Gebiets maßstäblich verkleinert aber dreidimensional und in den meisten Fällen überhöht umgesetzt. Verwendete Flächenfarben können Höhenschichten, Vegetation, Bodennutzung oder andere Aspekte veranschaulichen. Zur begrifflichen Abgrenzung von den zweidimensionalen Darstellungen (1. und 2.) wird es mitunter auch als plastische Karte bezeichnet. Derartige Modelle der Erdoberfläche wurden außerhalb der Pädagogik bis ins 20. Jahrhundert ebenfalls als Reliefkarte bezeichnet.[3]

Von reinen Reliefkarten zu unterscheiden sind Panoramakarten wie beispielsweise die mit einzigartiger Technik gefertigten Panoramen von Heinrich C. Berann, von dem es auch reine Reliefkarten gibt.